# بوروونیتسه (ناحیه چسکه بودیوویتسه)
بوروونیتسه (به چکی: Borovnice) یک منطقهٔ مسکونی در جمهوری چک است که در شهرستان چسکه بودیوویتسه واقع شده‌است. بوروونیتسه ۲٫۷۴ کیلومتر مربع مساحت و ۱۰۹ نفر جمعیت دارد و ۴۵۵ متر بالاتر از سطح دریا واقع شده‌است.